# 王惠民 (1955年)
王惠民（1955年10月—），男，北京通州人，中华人民共和国政治人物，中共北京市委党校研究生学历。

## 生平
王惠民1974年1月加入中国共产党，同年11月参加工作。他曾长期在通县（今北京市通州区）任职，先后担任通县徐辛庄乡机关干事、中共通县徐辛庄乡党办副主任、乡党委组织部副部长、乡党委委员、乡党委组织部长。后赴北京农学院学习。学习结束后，他出任中共通县胡各庄乡党委副书记、农工商总公司经理；通县计委副主任，党组成员、副主任，党组书记、主任；中共通县县委组织部部长；中共通县县委常委、组织部长。
后来，王惠民赴大兴县（今大兴区）工作，历任中共大兴县委常委、组织部长；中共大兴县委副书记、政法委书记；中共大兴区委副书记、政法委书记；中共北京市大兴区委副书记、区人民政府代区长；中共北京市大兴区委副书记、区人民政府区长。离开大兴区后，王惠民出任北京市乡镇企业局局长。2009年3月，他获任北京市经济和信息委员会党组成员、委员（正局级）。2010年10月，王惠民任北京西站地区管理委员会副主任（正局级），任职至2015年12月。